# Goodbye (Alexia)
Goodbye è un singolo di Alexia, pubblicato nel 1999.

## La canzone
È il primo singolo promozionale del famoso album Happy che è stato pubblicato nel 1999. Vengono fatte due riedizioni dell'album, tra cui una destinata al mercato inglese. Il brano si piazza nelle classifiche europee ai primi posti, e vende da solo numerose copie. Raggiunge nuovamente il mercato inglese piazzandosi al numero 1 della pop-chart di Music Week.
Del singolo parlano anche i telegiornali italiani, Alexia viene invitata nei principali show televisivi e musicali non solo in Italia, ma anche in Finlandia, Svizzera, Spagna, Inghilterra e Brasile, per finire con il Festivalbar dove il brano viene scelto come sigla della manifestazione. Il Corriere della Sera elogia Alexia come la prima cantante italiana ad arrivare nelle difficili classifiche inglesi.

## Il videoclip
Il videoclip del brano racconta vari modi in cui le coppie si lasciano, la cantante partecipa da narratore attorniata da ballerini in un'esibizione dance all'interno di un eliporto.

## Tracklist
1. Goodbye (Original Radio Edit)
2. Goodbye (Roy Malone Radio Mix)

## Classifiche
| Classifica (1999) | Posizione massima |
| ----------------- | ----------------- |
| Italia            | 6                 |

## Edizioni
- Goodbye (UK Edition)
- Goodbye (The Remixes)